# Club Libertad
Club Libertad är en sportklubb från Asunción, Paraguay, som bildades 30 juli 1905. Libertad är den tredje mest framgångsrika klubb i Paraguay, då man har vunnit Primera Diviión 16 gånger och dessutom gått till semifinal i Copa Libertadores två gånger.

## Meriter
- Primera División (18): 1910, 1917, 1920, 1930, 1943, 1945, 1955, 1976, 2002, 2003, 2006, 2007, 2008 Apertura, 2008 Clausura, 2010 Clausura, 2012 Clausura, 2014 Apertura, 2014 Clausura
- Segunda División: (1): 2000